# أزتيك (نيومكسيكو)
أزتيك (بالإنجليزية: Aztec)‏ هي مدينة تقع في الولايات المتحدة في مقاطعة سان خوان، نيومكسيكو.  يقدر عدد سكانها بـ 6,378 نسمة ومساحتها 25.4 كم2  وترتفع عن سطح البحر 1,721 متر.

## التركيبة السكانية
حدّد مكتب تعداد الولايات المتحدة بيانات التركيبة السكانية لأزتيك في تعداد الولايات المتحدة. في ما يلي، التركيبة السكانية حسب تعدادي 2000 و2010.

### تعداد عام 2000
بلغ عدد سكان أزتيك 6,378 نسمة بحسب تعداد عام 2000، وبلغ عدد الأسر 2,330 أسرة وعدد العائلات 1,590 عائلة مقيمة في المدينة. في حين سجلت الكثافة السكانية 189.1 نسمة لكل كيلومتر مربع (489.8/ميل2). وبلغ عدد الوحدات السكنية 2,545 وحدة بمتوسط كثافة قدره 75.5 لكل كيلومتر مربع (195.5/ميل2).
وتوزع التركيب العرقي للمدينة بنسبة 79.23% من البيض و0.38% من الأمريكيين الأفارقة و9.31% من الأمريكيين الأصليين و0.14% من الأمريكيين ذوي الأصول الآسيوية و0.13% من سكان جزر المحيط الهادئ و7.53% من الأعراق الأخرى و3.29% من عرقين مختلطين أو أكثر و19.22% من الهسبانيون أو اللاتينيون من أي عرق.
بلغ عدد الأسر 2,330 أسرة كانت نسبة 38.1% منها لديها أطفال تحت سن الثامنة عشر تعيش معهم، وبلغت نسبة الأزواج القاطنين مع بعضهم البعض 50.5% من أصل المجموع الكلي للأسر، ونسبة 12.5% من الأسر كان لديها معيلات من الإناث دون وجود شريك،  بينما كانت نسبة 5.2% من الأسر لديها معيلون من الذكور دون وجود شريكة وكانت نسبة 31.8% من غير العائلات. تألفت نسبة 27.6% من أصل جميع الأسر من عدة أفراد يعيشون في نفس المنزل ونسبة 11.5% كانت تتألف من شخص يعيش بمفرده يبلغ من العمر 65 عاماً أو أكثر. وبلغ متوسط حجم الأسرة المعيشية 2.51، أما متوسط حجم العائلات فبلغ 3.06.
بلغ العمر الوسطي للسكان 34.0 عاماً. وكانت نسبة 26.3% من القاطنين تحت سن الثامنة عشر، وكانت نسبة 9.1% بين الثامنة عشر والرابعة والعشرين عاماً، ونسبة 25.4% كانت واقعةً في الفئة العمرية ما بين الخامسة والعشرين والرابعة والأربعين عاماً، ونسبة 19.3% كانت ما بين الخامسة والأربعين والرابعة والستين، ونسبة 11.5% كانت ضمن فئة الخامسة والستين عاماً فما فوق. يوجد لكل 100 أنثى 95.1 ذكر، ويوجد لكل 100 أنثى في الثامنة عشر من عمرها فما فوق 89.0 ذكر.
بلغ متوسط دخل الأسرة في المدينة 33,110 دولارًا، أما متوسط دخل العائلة فبلغ 39,509 دولارًا. وكان متوسط دخل الذكور 36,845 دولارًا مقابل 17,841 دولارًا للإناث. وسجل دخل الفرد الخاص بالمدينة 14,750 دولارًا. وكانت نسبة 14.6% من العائلات ونسبة 17.4% من السكان تحت خط الفقر، وكان من هؤلاء نسبة 21.6% تحت سن الثامنة عشر ونسبة 15.7% في الخامسة والستين من العمر وما فوق.

## معرض صور

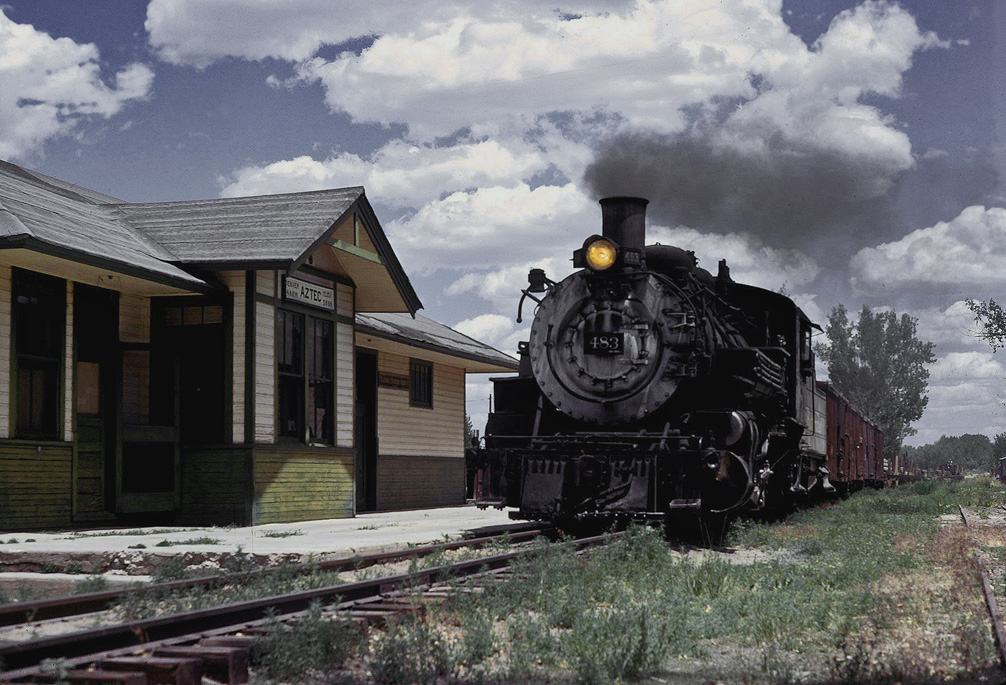
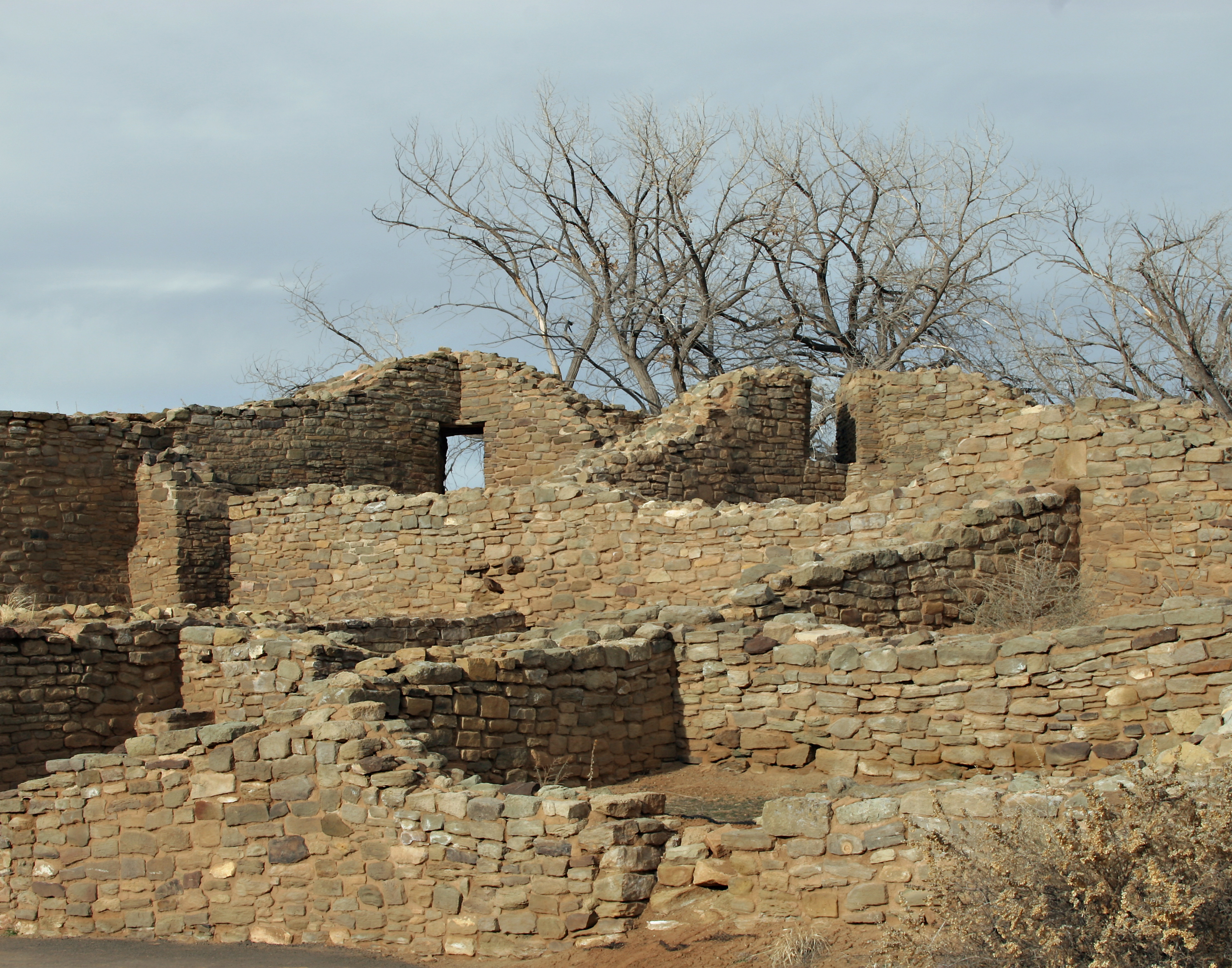
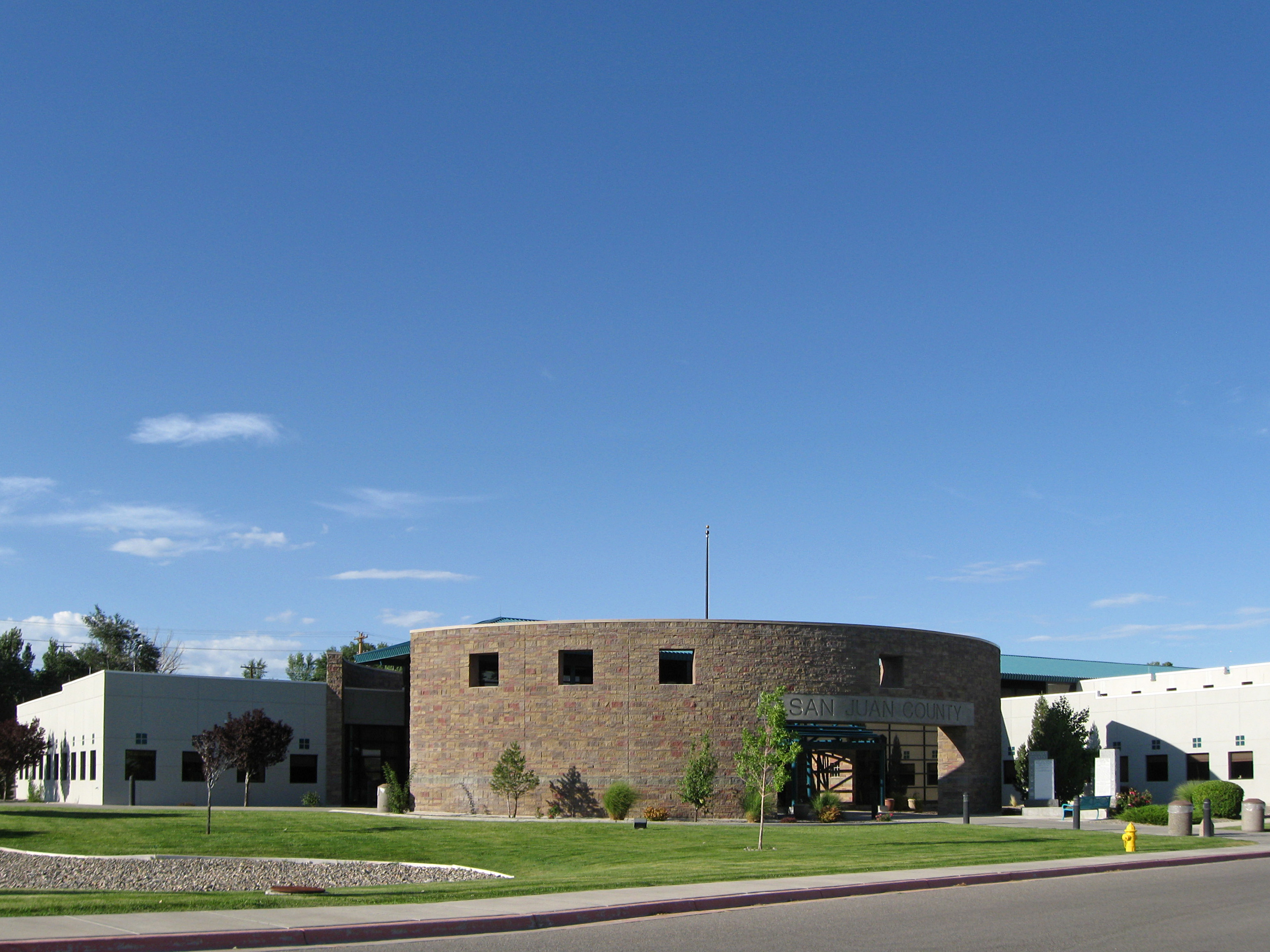

### تعداد عام 2010
بلغ عدد سكان أزتيك 6,763 نسمة بحسب تعداد عام 2010، وبلغ عدد الأسر 2,677 أسرة وعدد العائلات 1,712 عائلة مقيمة في المدينة. في حين سجلت الكثافة السكانية 200.6 نسمة لكل كيلومتر مربع (519.6/ميل2). وبلغ عدد الوحدات السكنية 2,892 وحدة بمتوسط كثافة قدره 85.8 لكل كيلومتر مربع (222.2/ميل2).
وتوزع التركيب العرقي للمدينة بنسبة 78.09% من البيض و0.41% من الأمريكيين الأفارقة و8.93% من الأمريكيين الأصليين و0.34% من الأمريكيين ذوي الأصول الآسيوية و0.03% من سكان جزر المحيط الهادئ و8.34% من الأعراق الأخرى و3.86% من عرقين مختلطين أو أكثر و23.70% من الهسبانيون أو اللاتينيون من أي عرق.
بلغ عدد الأسر 2,677 أسرة كانت نسبة 34.9% منها لديها أطفال تحت سن الثامنة عشر تعيش معهم، وبلغت نسبة الأزواج القاطنين مع بعضهم البعض 43.8% من أصل المجموع الكلي للأسر، ونسبة 14.5% من الأسر كان لديها معيلات من الإناث دون وجود شريك،  بينما كانت نسبة 5.6% من الأسر لديها معيلون من الذكور دون وجود شريكة وكانت نسبة 36% من غير العائلات. تألفت نسبة 30.3% من أصل جميع الأسر من عدة أفراد يعيشون في نفس المنزل ونسبة 12.3% كانت تتألف من شخص يعيش بمفرده يبلغ من العمر 65 عاماً أو أكثر. وبلغ متوسط حجم الأسرة المعيشية 2.50، أما متوسط حجم العائلات فبلغ 3.11.
بلغ العمر الوسطي للسكان 34.3 عاماً. وكانت نسبة 27.4% من القاطنين تحت سن الثامنة عشر، وكانت نسبة 9.1% بين الثامنة عشر والرابعة والعشرين عاماً، ونسبة 26.3% كانت واقعةً في الفئة العمرية ما بين الخامسة والعشرين والرابعة والأربعين عاماً، ونسبة 23.6% كانت ما بين الخامسة والأربعين والرابعة والستين، ونسبة 13.6% كانت ضمن فئة الخامسة والستين عاماً فما فوق. وتوزع التركيب الجنسي للسكان بنسبة 47.7% ذكور و52.3% إناث.

## أعلام
- أليكس كينيدي